# Кирххаслах
Кирххаслах (нем. Kirchhaslach) — община в Германии, в земле Бавария. 
Подчиняется административному округу Швабия. Входит в состав района Нижний Алльгой. Подчиняется управлению Бабенхаузен.  Население составляет 1302 человека (на 31 декабря 2010 года). Занимает площадь 32,04 км².